# Associació de Futbol de Botswana
L'Associació de Futbol de Botswana (anglès: Botswana Football Association; BFA) és la institució que regeix el futbol a Botswana. Agrupa tots els clubs de futbol del país i es fa càrrec de l'organització de la Lliga botswanesa de futbol i la Copa. També és titular de la Selecció de futbol de Botswana absoluta i les de les altres categories.
Va ser fundada el 1966.
- Afiliació a la FIFA: 1978
- Afiliació a la CAF: 1976